# Grebbin
Grebbin este o comună din landul Mecklenburg-Pomerania Inferioară, Germania.